# John Beers
John Beers (ur. 17 sierpnia 1952 w Holandii) – kanadyjski lekkoatleta, skoczek wzwyż.
Na Igrzyskach Olimpijskich w Monachium w 1972 zajął szóste miejsce. Do jego osiągnięć należy również srebrny igrzysk panamerykańskich (Meksyk 1975). Na Igrzyskach Brytyjskiej Wspólnoty Narodów w 1974 w Christchurch był czwarty. Trzykrotnie był mistrzem Kanady (1972, 1973, 1974). 
Swój rekord życiowy (2,24 m) ustanowił 15 września 1973 w Burnaby.